# 국제동물명명규약
국제동물명명규약(International Code of Zoological Nomenclature, ICZN 또는 ICZN Code)는 동물학에서 널리 받아들여지는 관례로 동물로 취급되는 유기체의 공식적인 학명을 규정한다. 이 규정은 기본적으로 다음과 같은 것들을 다룬다.
1. 이명법의 틀 안에서 학명이 어떻게 해야 올바르게 확립될 수 있는지
2. 이름들 간에 충돌이 있을 경우 어떤 이름이 사용되어야 하는지
3. 과학 문헌에서 이름이 어떻게 인용되어야 하는지

동물의 명명은 예를 들어 식물학에서의 명명과 같은 다른 명명체계와는 독립적이다. 동물이 식물과 같은 속명을 가질 수도 있다는 의미이다.
이 규정과 권고사항의 기본적인 목적은 하나다. 모든 동물을 명명하는 데 있어서 최고의 보편성과 연속성을 제공하는 것. 분류학적인 판단이 우선할 경우는 예외로 한다. 규약은 동물의 명명에 대한 가이드만을 제공하며 동물학자들은 새로운 분류군을 자유롭게 분류할 수 있어야 한다.
달리 말하자면, 어떤 종을 실체로 인지하는가 하지 않는가 하는 것은 주관적인 결정이다. 하지만 거기에 어떤 이름을 붙이느냐 하는 것은 주관적인 결정이 아니다. 이 규약은 전자가 아닌, 후자를 다룬다. 규약을 따르지 않는 새로운 동물의 이름이 출판되었다면 그 이름이 몇몇 기준을 충족시키기 못할 경우 단순히 "사용불가(unavailable)"한 이름이 될 수도 있고, 혹은 과학의 범위에서 완전히 벗어난 것이 될 수도 있다 (예를 들면 네스호 괴물에 "학명"을 부여하는 경우)
이 규약의 규정들은 과, 속, 그리고 종에 속하는 분류군에 대해 어떤 이름들이 유효한지를 결정한다. 그보다 상위의 분류학적 단계에 대해서는 추가적인 (하지만 더 제한적인) 규정들이 있다. 규약은 판례를 인정하지 않는다. 분쟁이 있을 경우 규약을 직접적으로 적용하는 것이 우선하며 이전의 사례들을 참고하지 않는다.
규약은 또 소급적용된다. 즉, 규약의 이전 판본이나 기타 규정 및 관례들은 현재의 사례에 적용되지 않으며, '예전에' 출판된 이름들도 규약의 현재 판본에만 비추어 평가되어야 한다. 해석에 대해 분쟁이 있을 경우 일반적인 절차는 프랑스 민법을 참고하게 되며 마지막에는 최종결정을 내릴 권한을 가지고 있는 위원회에 회부된다.

## 원칙
동물의 이름을 규정하는 데에는 여섯 개의 중심원칙이 있는데 이 원칙들은 규약의 3 판 (1985년)에서 처음 제시되었다.

### 이명법의 원칙
이명법의 원칙은 다른 분류수준이 아닌, 종의 학명은 두 개의 이름으로 이루어져야 한다는 것이다. 아종의 이름을 포함해 삼명법을 사용하거나 종군(species grouop) 상위의 분류군에 대해 하나의 이름을 사용하는 것은 이 원칙에 부합하는 것이다.
이것은 동물의 명명체계에서 한 종의 이름이 속명과 종명이 합쳐져 이명(binomen)을 구성해야 한다는 의미이다. 어떠한 다른 분류수준도 두 개의 이름으로 만들어진 이름을 가질 수 없다. 예:
종 기라파 카멜로파르달리스(Giraffa camelopardalis)
- 아종은 세 개의 이름으로 이루어진 "삼명"을 가진다: 속명, 종명,  아종명:

아종 기라파 카멜로파르달리스 로트쉴디(Giraffa camelopardalis rothschildi)
종보다 상위에 있는 분류군은 하나의 이름으로 된 "일명"을 가진다.
속 기라파(Giraffa), 과 기린과(Giraffidae)
식물 명명법에서는 이명법("binominal nomenclature")과 동등한 "이진명법("binary nomenclature")" (혹은 이명법)이 있다.

### 연계의 원칙
연계의 원칙은 과, 속, 혹은 종의 각 그룹 안에서 한 분류군에 대한 이름이 결정되면 그와 동시에 그 그룹 내의 다른 분류수준에 대해 동일 저자, 동일 연도로 같은 어원을 가지는 이름이 결정된다.
다시 말해, 동물학에서 새로운 이름을 발표하면 동시에 그와 연관된 이름들이 해당 분류수준의 그룹에 자동으로 생겨나게 된다.
종 수준에서 말하자면, 한 종의 이름을 (이명법에 따라) Giraffa camelopardalis Linnaeus, 1758 이라고 명명할 경우 그에 따르는 아종명인 (삼명법에 따르는) Giraffa camelopardalis camelopardalis, Linnaeus, 1758 도 자동으로 생겨난다. 동일한 원칙이 아종명에도 적용되어 아종명을  부여할 경우 해당 종명도 생겨난다.
속 수준에서도 이와 유사하게, 속의 이름을 명명하면 그에 해당하는 아속 (혹은 그 반대로도) 이름도 생겨난다. Giraffa Linnaeus, 1758과 Giraffa (Giraffa) Linnaeus, 1758 이 그 예다.
과 수준에서는 과, 아과, 혹은 상과의 이름을 정하면 과 수준의 다른 그룹에 대한 이름도 같이 생겨난다. 기린과(family Giraffidae)가 명명되면 기린상과(superfamily Giraffoidea)와 기린아과(subfamily Giraffinae)도 만들어진다.
이런 이름들에 (예를 들어 아속) 대한 인용 표시는 실제로 발표된 이름에 대한 것과 (예를 들면 속) 동일하다. 자동으로 만들어진 이름이 적용될 실제 분류군이 없다면 상관 없지만, 만일 그런 분류군이 인지된다면 사용가능한 이름이 이미 만들어져 있는 것이다.

### 최초 개정자의 원칙
최초 개정자의 원칙은 동시에 출판된 여러 개의 이름 사이에 충돌이 있을 때 그에 대한 개정안을 제시하는 첫번째 저자가 우선권을 가진다는 원칙이다. 이 원칙은 먼저 출판된 이름이 우선권을 가진다는 우선권의 원칙을 보완한다. 최초 개정자의 원칙은 우선권의 원칙으로 풀 수 없는 상황을 다룬다. 하나의 동일한 분류군에 대해 두 개 이상의 이름이 있을 때, 혹은 서로 다른 분류군들에 대해 동일한 이름이 사용되고 있을 때, 혹은 특정 이름에 대해 두 개 이상의 다른 철자가 사용될 때 등이 이런 경우에 해당한다. 이 때 첫번째로 이 상황을 다루어 정해진 절차에 따라 결정을 내리고 논문을 출판하는 사람이 최초 개정자가 되며 그 후에는 이 결정을 따르게 된다.
예:
린네는 1758년에 조류에 속하는 Strix scandiaca 와 Strix noctua를 명명하면서 다른 내용으로 기재하고 각각의 모식표본을 정했다. 하지만 두 분류군은 후일 동일한 종인 흰올빼미(snowy owl)로 밝혀졌다. 따라서 린네가 명명한 두 개의 이름은 주관적 동물이명이다. 뢴버그가 1931년에 최초 개정자가 되어 두 개의 이름을 모두 인용하고 Strix scandiaca 가 우선권을 가지는 것으로 결정했다.
때로는 최초 개정자가 알려지지 않아 문제가 될 수 있다. 향고래는 린네가 1758년에 Physeter macrocephalus, Physeter catodon, 그리고 Physeter microps 이렇게 세 개의 주관적 동물이명을 부여했다. 최초 개정자는 알려지지 않았고 지금은 Ph. macrocephalus 와 Ph. catodon 이 모두 이용되고 있다.

## 같이 보기
- International Code of Nomenclature for algae, fungi, and plants
- 의문명
- 무자격명(Nomen nudum)
- 망실명(Nomen oblitum)